# Kupellonura cryosi
Kupellonura cryosi là một loài chân đều trong họ Hyssuridae. Loài này được Negoescu miêu tả khoa học năm 2006.